# ポール・ビトク
ポール・ビトク （Paul Bitok、1970年6月26日 - ）は、ケニアの陸上競技選手。1992年バルセロナオリンピック、1996年アトランタオリンピックの5000mで2大会連続の銀メダルを獲得した選手である。リフトバレー州ナンディ県キリブウォニ出身。
ビトクは1992年にケニアのオリンピック代表選手となるまでは比較的に無名の選手であったが、オリンピック出場をきめ、強豪たちに勝つようになると、オリンピックでは優勝候補と目されるようになった。
オリンピックでは、金メダルを獲得したドイツのディーター・バウマンにわずかの差で敗れるも銀メダルを獲得した。
その後何年間は1992年のときに見せたような走りをすることはなかったが、1996年になると、彼はかつての力を取り戻し、アトランタオリンピックの5000mではバルセロナ大会に続く銀メダルを獲得した。
その後、彼は1997年、1999年の世界室内陸上選手権の3000mでも、ハイレ・ゲブレセラシェについで銀メダルを獲得している。

## 自己ベスト
- 1500m - 3分31秒96 (2001年)
- 3000m - 7分28秒41 (1996年)
- 5000m - 12分58秒94 (2002年)

## 主な実績
| 年   | 大会                     | 場所                       | 種目  | 結果 | 記録       |
| ---- | ------------------------ | -------------------------- | ----- | ---- | ---------- |
| 1992 | オリンピック             | バルセロナ(スペイン)       | 5000m | 2位  | 13分12秒71 |
| 1993 | 世界陸上選手権           | シュトゥットガルト(ドイツ) | 5000m | 8位  | 13分23秒41 |
| 1996 | オリンピック             | アトランタ(アメリカ合衆国) | 5000m | 2位  | 13分08秒16 |
| 1997 | 世界室内陸上選手権       | パリ(フランス)             | 3000m | 2位  | 7分38秒84  |
| 1997 | 世界陸上選手権           | アテネ(ギリシャ)           | 5000m | 13位 | 13分30秒25 |
| 1999 | 世界室内陸上選手権       | 前橋(日本)                 | 3000m | 2位  | 7分53秒79  |
| 1999 | IAAFグランプリファイナル | ミュンヘン(ドイツ)         | 3000m | 2位  | 7分36秒60  |
| 2001 | IAAFグランプリファイナル | メルボルン(オーストラリア) | 3000m | 1位  | 7分53秒85  |
| 2002 | アフリカ陸上選手権       | ラデス(チュニジア)         | 5000m | 1位  | 13分31秒95 |
| 2002 | IAAFグランプリファイナル | パリ(フランス)             | 3000m | 2位  | 8分34秒00  |